# Método afocal

Diagrama del paso de la luz en un sistema afocal.

El método afocal consiste en situar una cámara fotográfica o una webcam directamente sobre el ocular de un telescopio. El método se utiliza a menudo en astrofotografía. Una alternativa al método afocal consiste en situar la cámara en foco primario.